# プウォツク

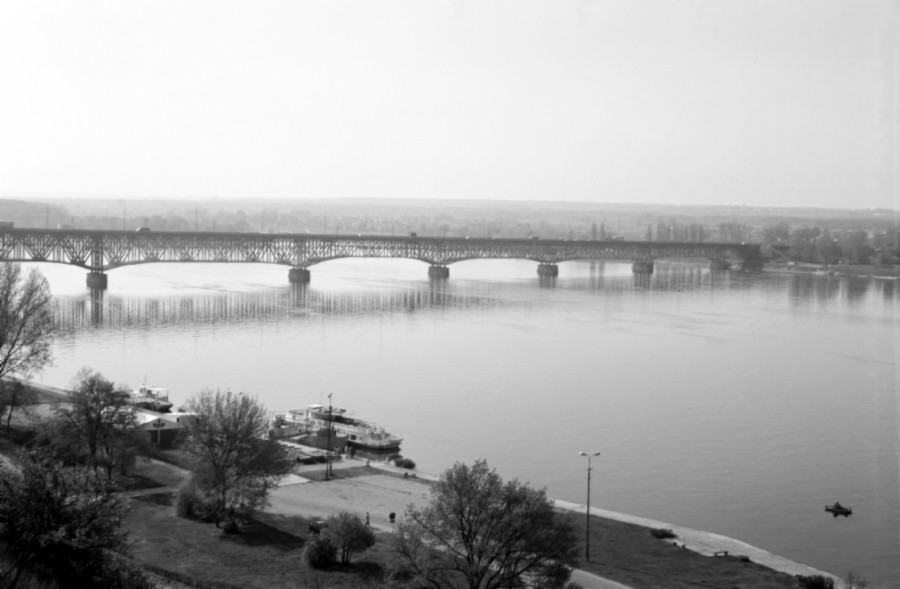
ヴィスワ川に架かる橋

プウォツク(Płock [pwɔt͡sk] ( 音声ファイル)、ドイツ語:Plock, PlotzkまたはPlozk、1941年-1945年の間はSchröttersburg)は、ポーランド中部のヴィスワ川に面した都市である。マゾフシェ県に属しており、1999年に行政区画変更があるまではプウォツク県の県都であった。

## 産業
プウォツクには、ポーランド最大の石油精製会社のPKNオーレンがあり、ロシアからドイツにいたるドルジバパイプラインが引かれている。それにより、1962年にコンビナートが建設され石油関連産業が発達している。

## ギャラリー

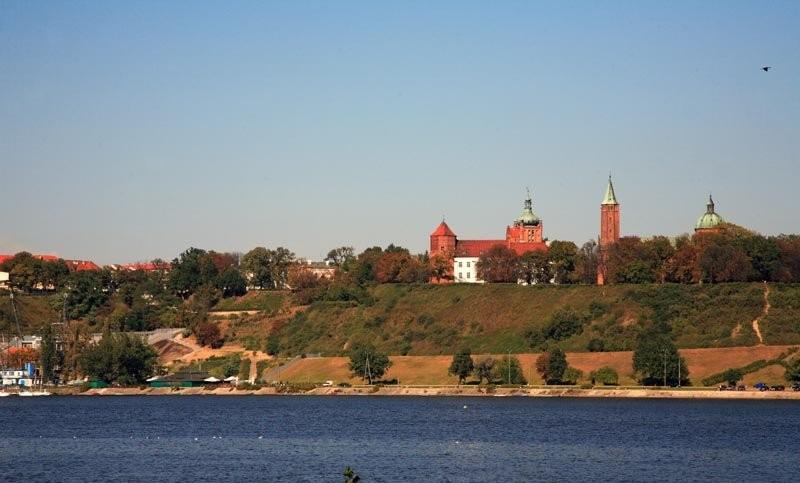
市の遠景 ヴィスワ川の対岸から
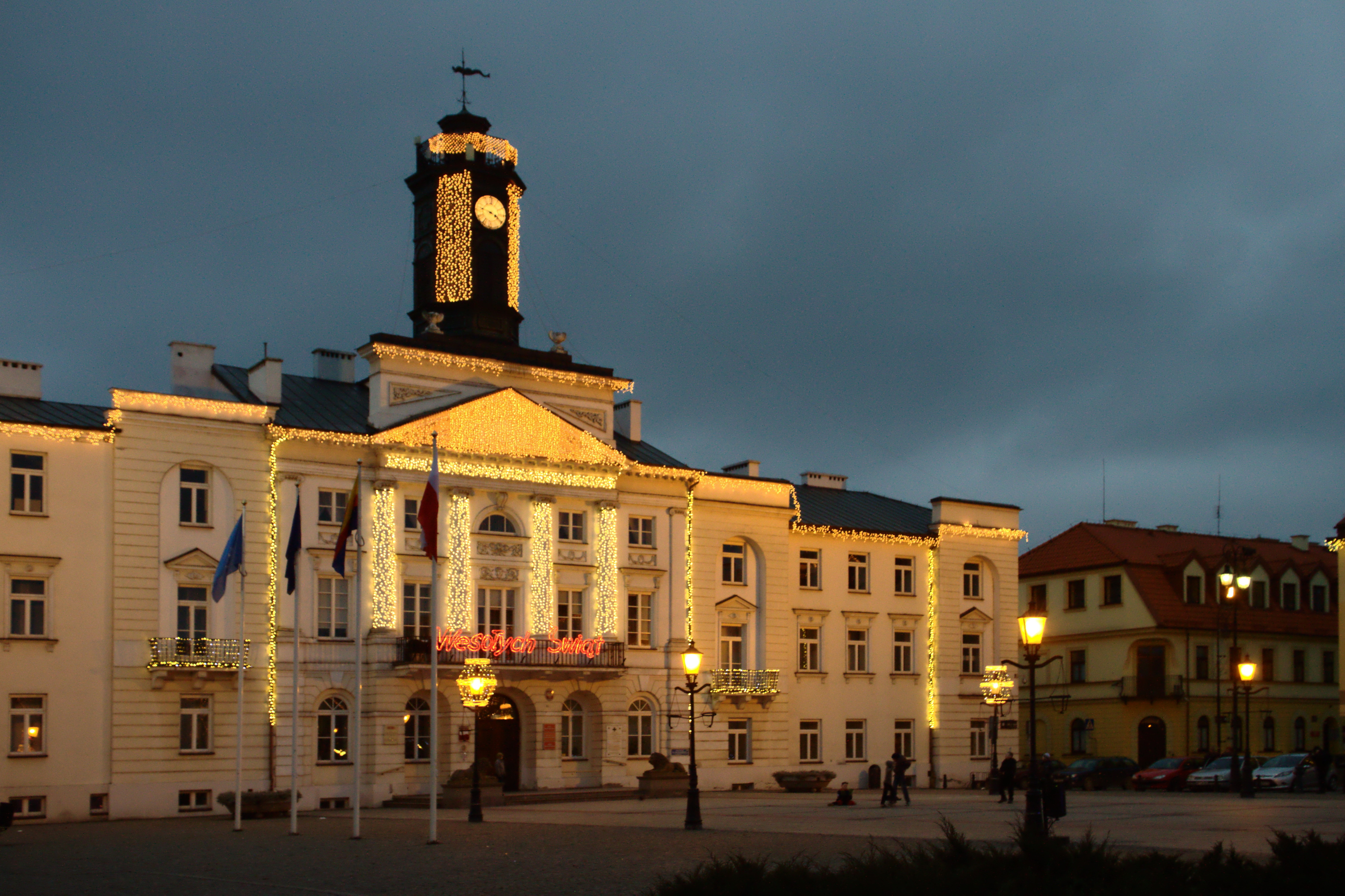
旧市街広場
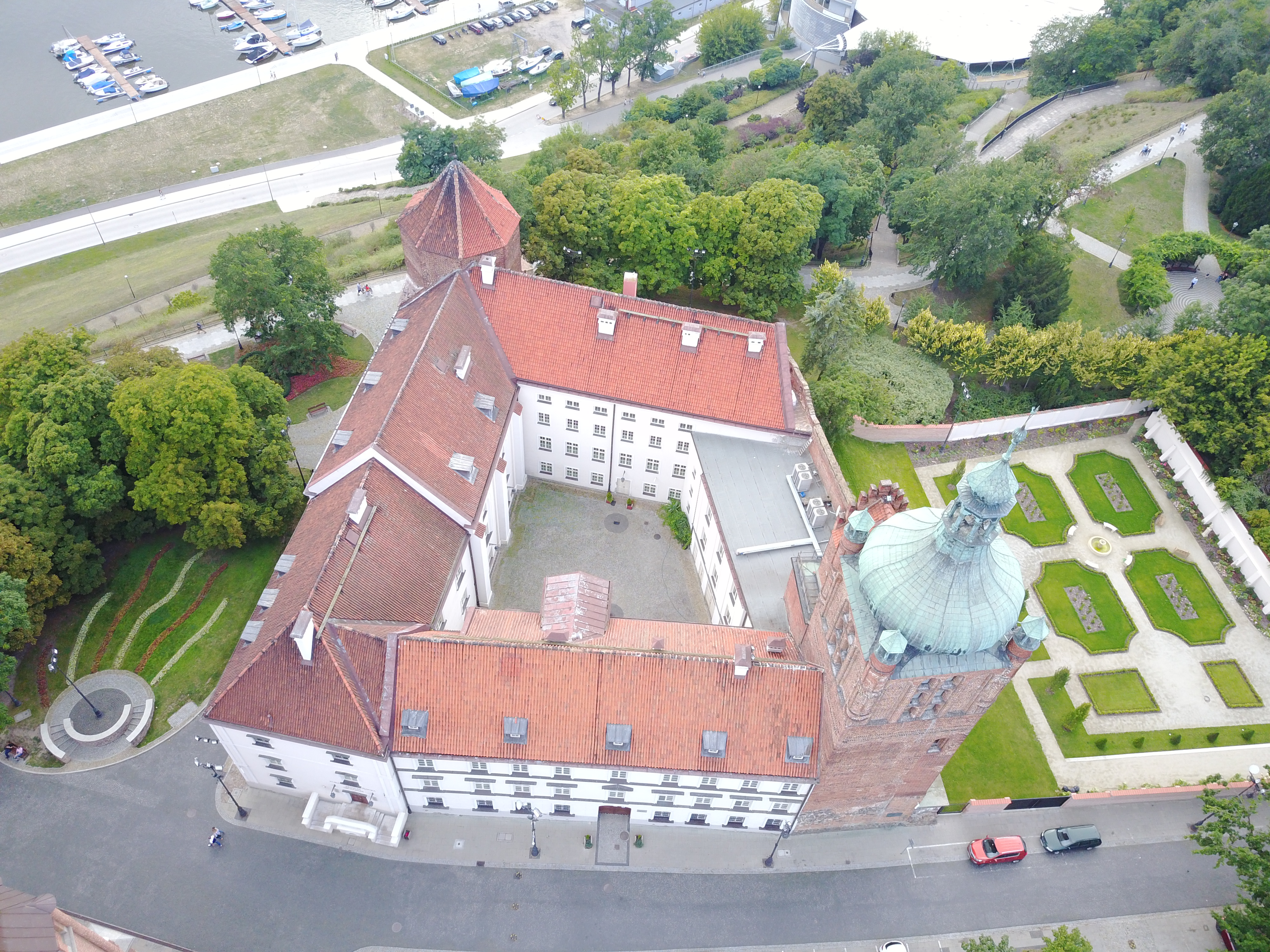
旧市街
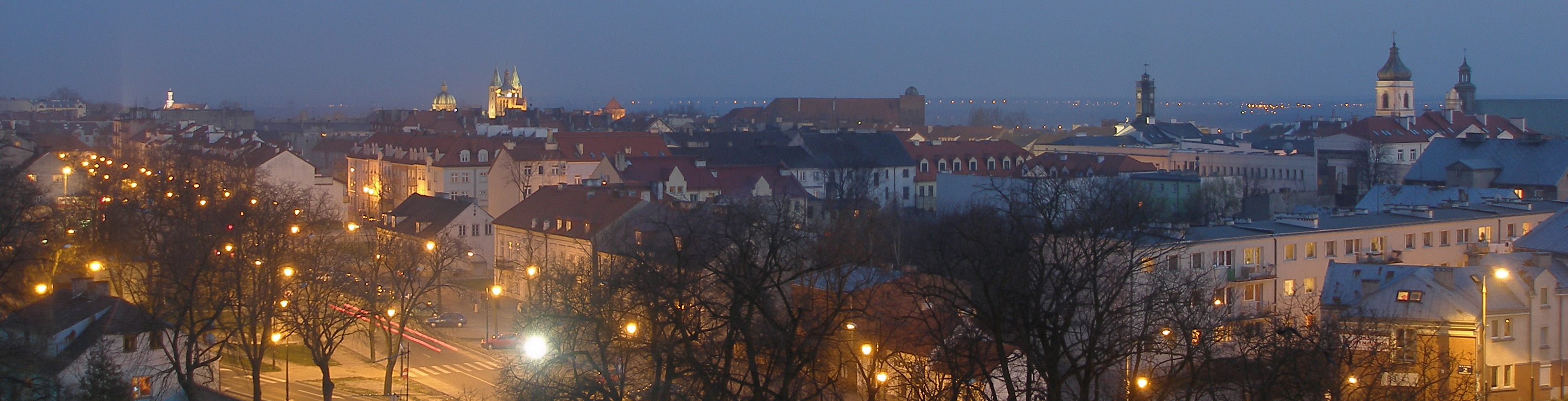
旧市街夜景
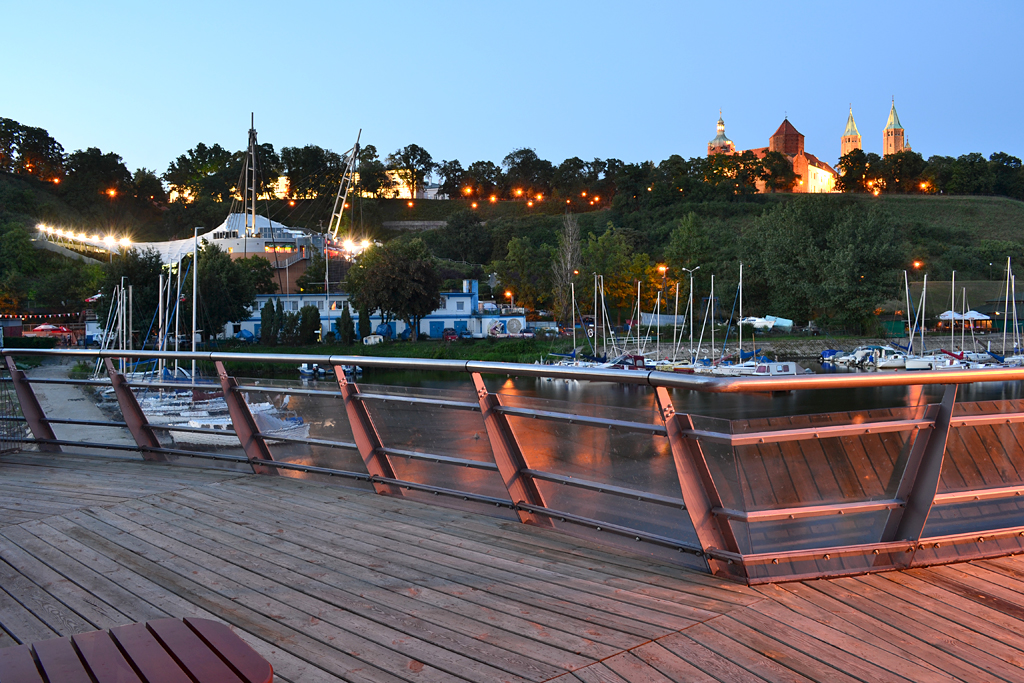
ヴィスワ河岸にある野外劇場
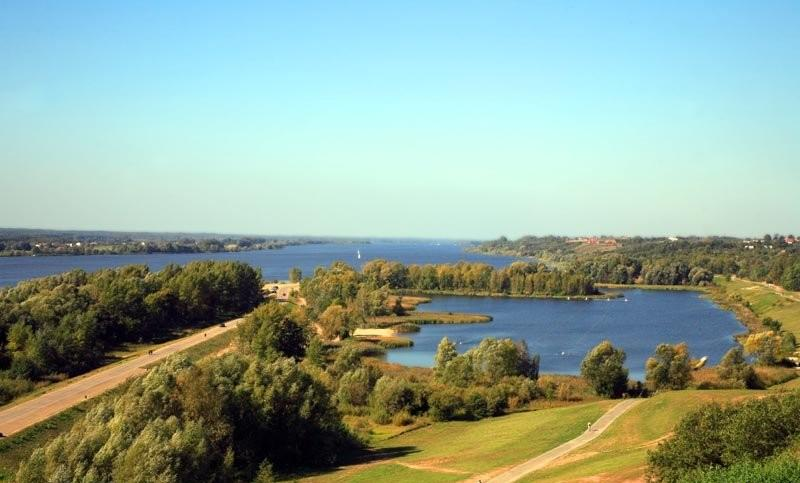
プウォツク市から眺めたマゾフシェ地方の風景
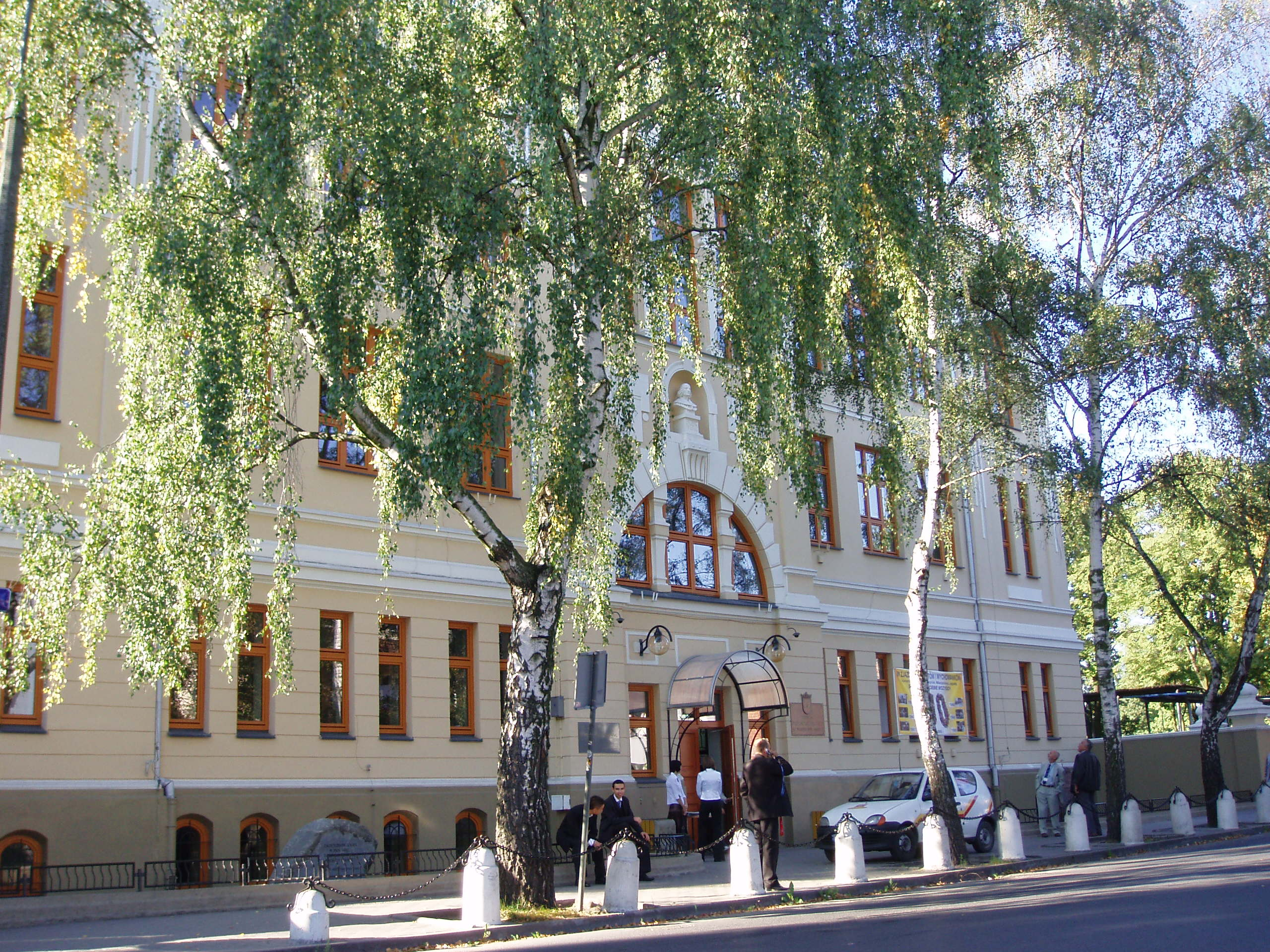
「ヴワディスワフ・ヤギェウォ王」高等学校
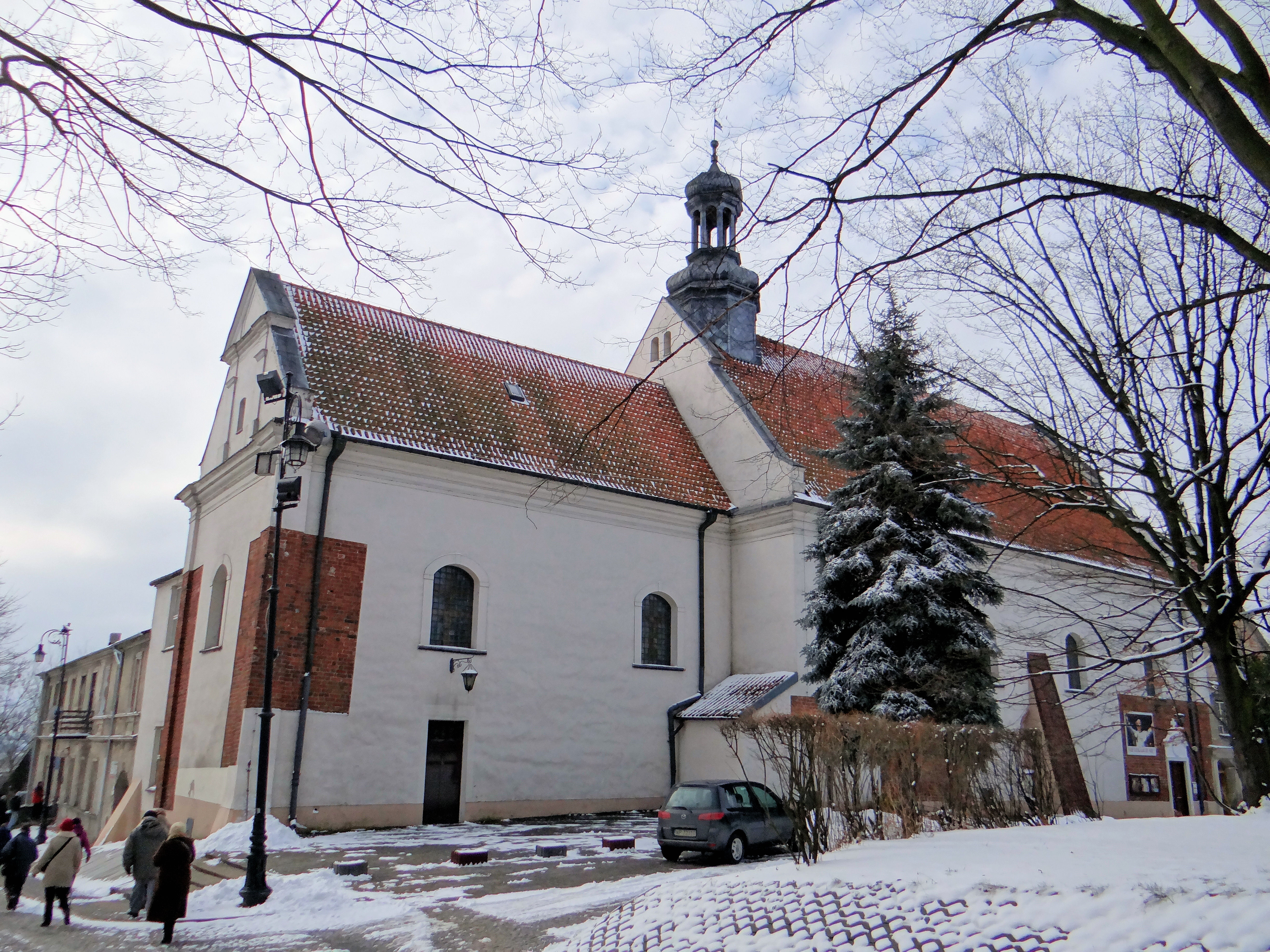
聖ドミニコ教会
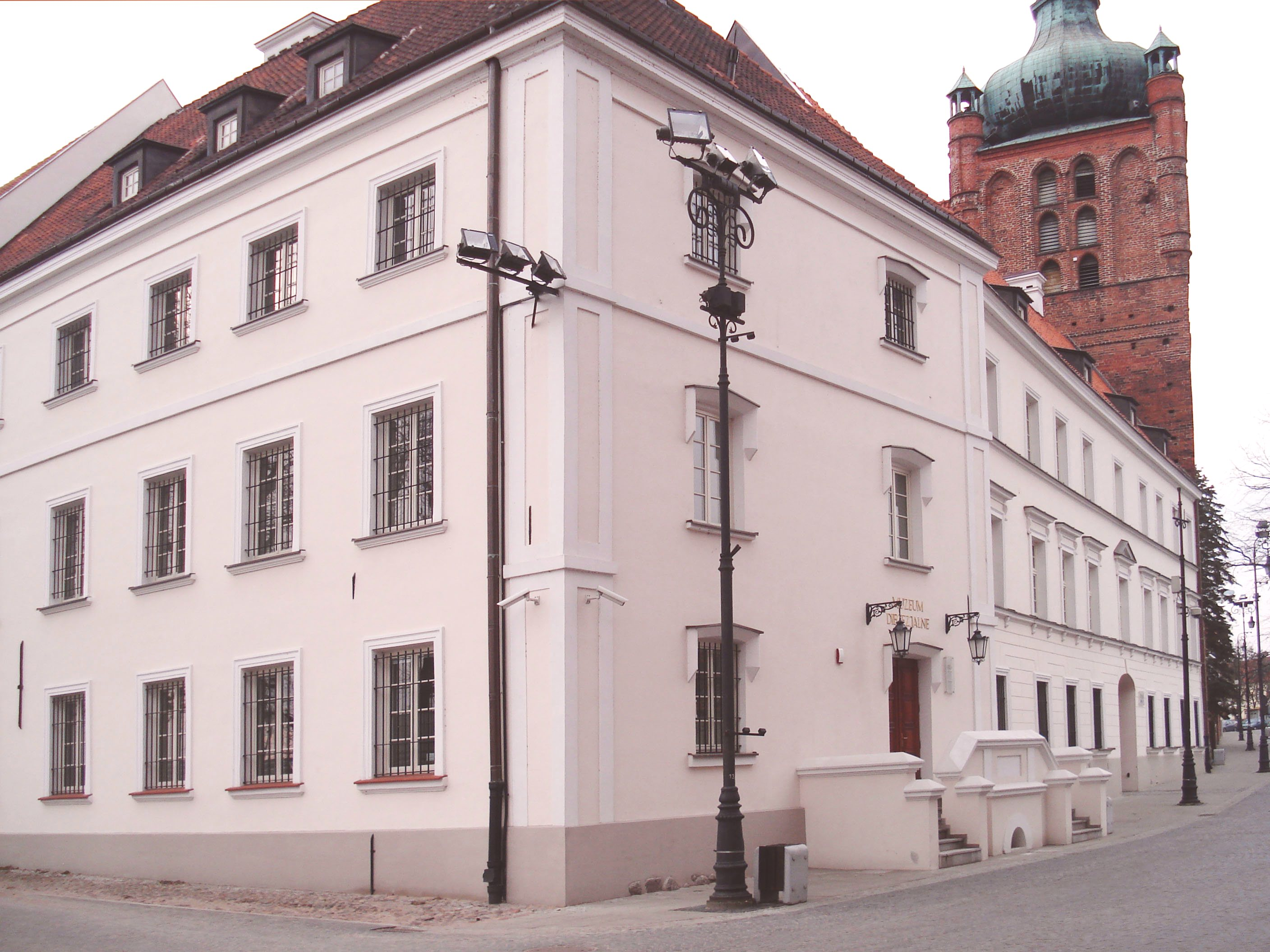
教区博物館外観
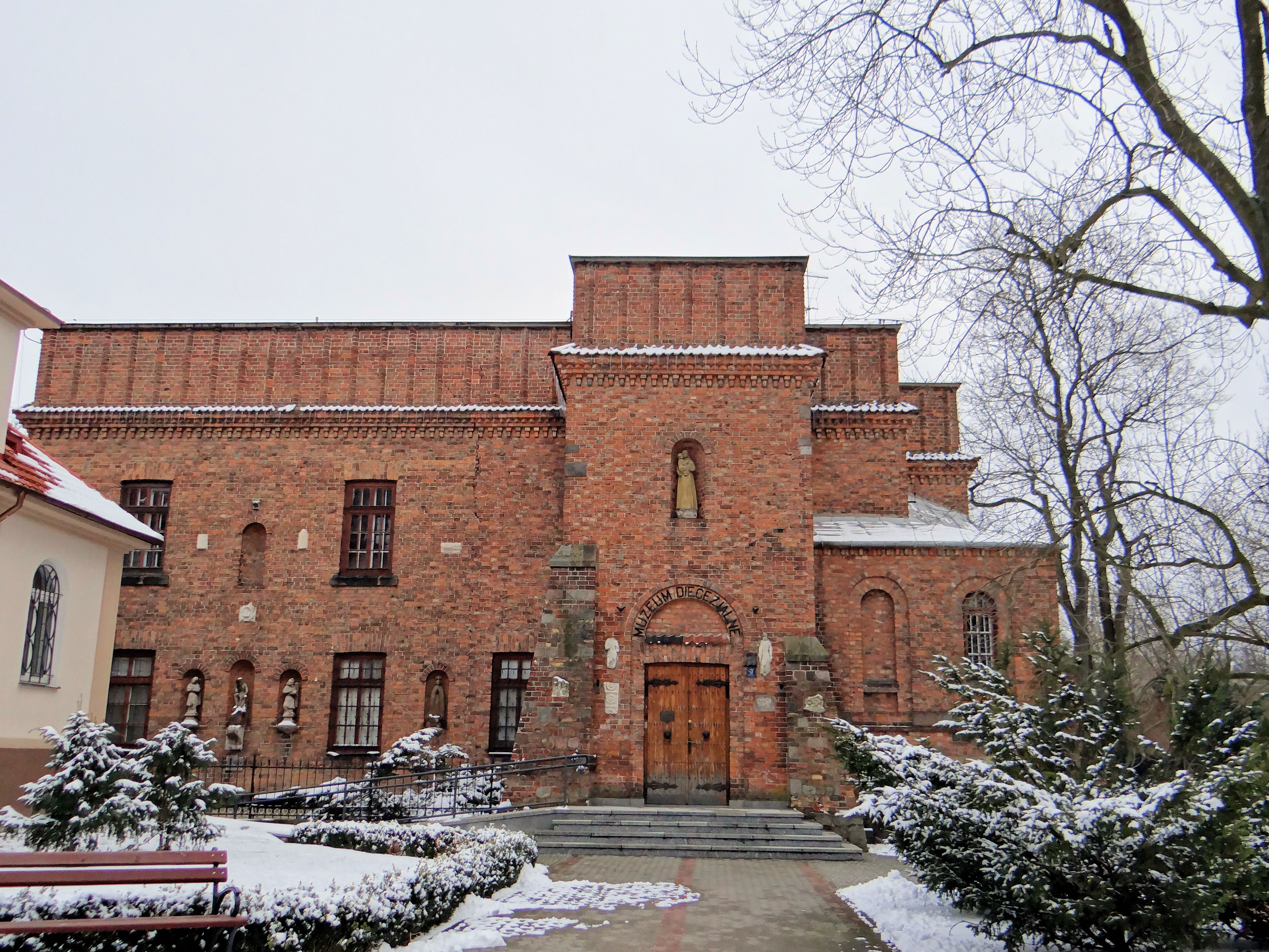
教区博物館入口
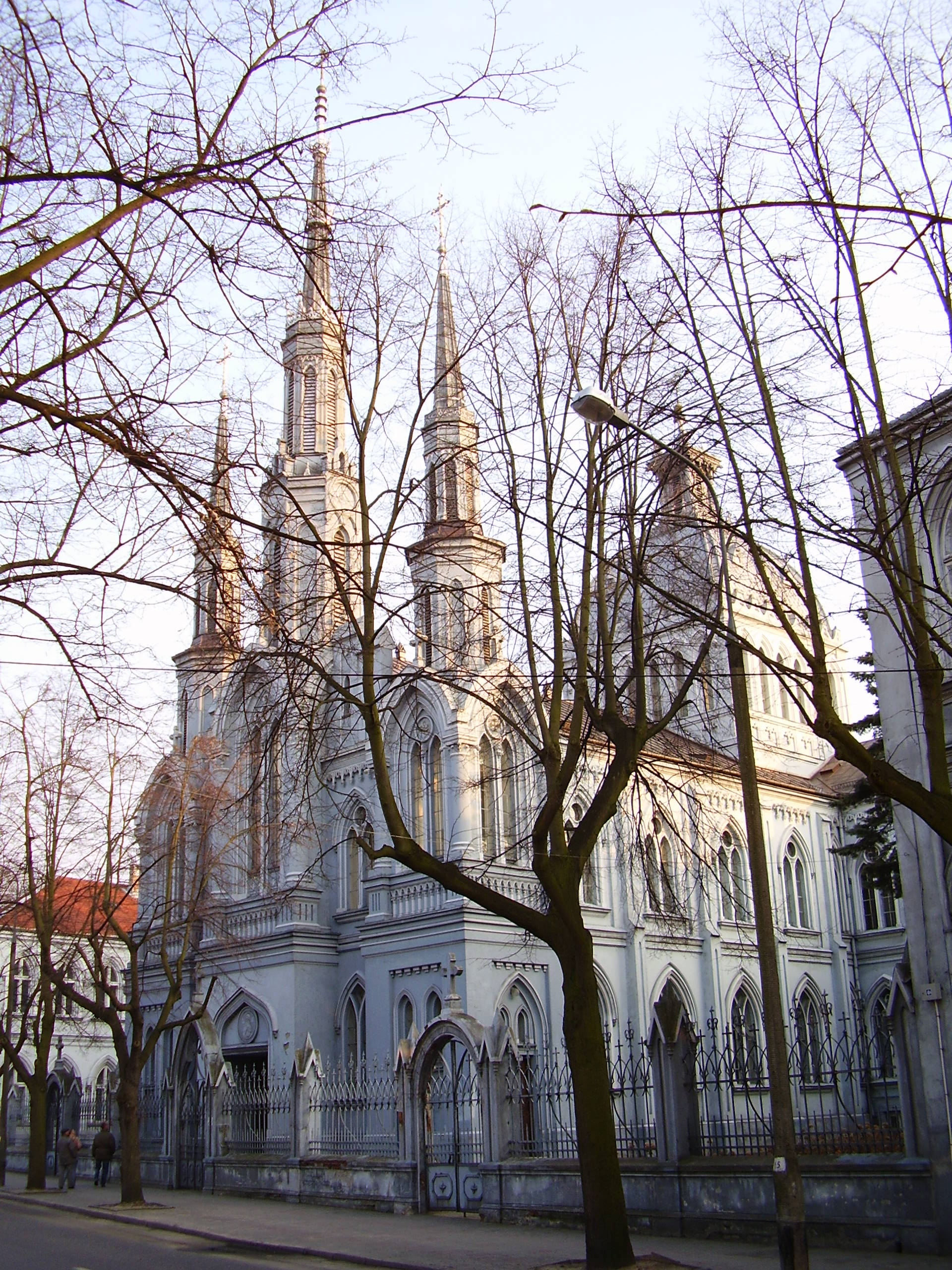
聖マリアのまねび会教会
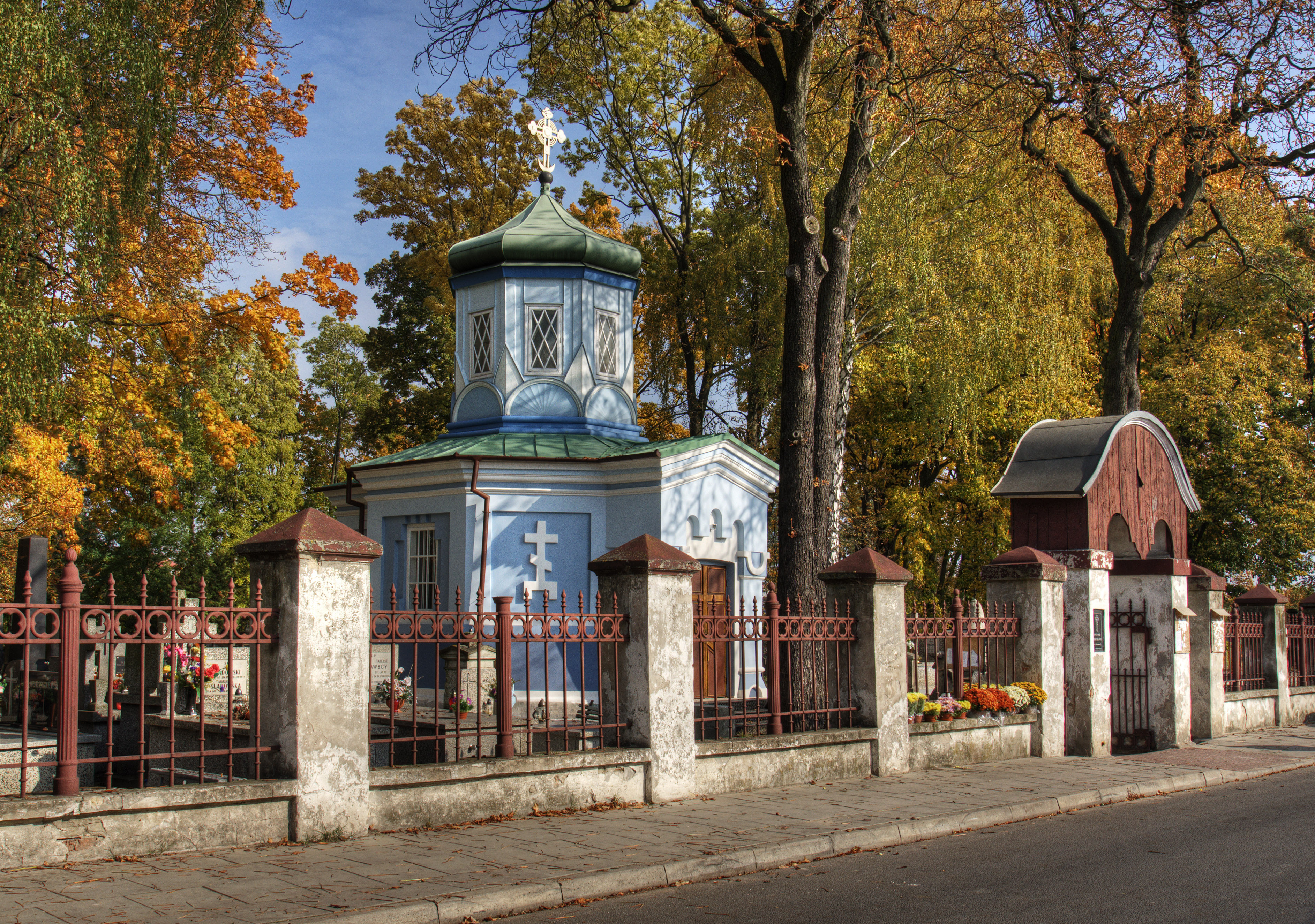
東方正教会墓地

## スポーツ
- ヴィスワ・プウォツク：サッカークラブ

## 姉妹都市
- ロズニツァ, セルビア
- ダルムシュタット, ドイツ
- フォートウェイン, アメリカ合衆国
- マジェイケイ, リトアニア
- ナヴァポラツク, ベラルーシ (ロシアのウクライナ侵攻に関連して中止)[2]
- フォルリ, イタリア
- オセール, フランス
- バルティ, モルドバ
- サーロック, イギリス
- ムィチーシチ, ロシア (ロシアのウクライナ侵攻に関連して中止)[2]